# David McTaggart
David Fraser McTaggart (24 de juny, 1932 - 23 de març, de 2001) era un ecologista canadenc que té un paper cabdal en la fundació de Greenpeace Internacional.
Un atleta completament al voltant excel·lent, quan era jove va guanyar tres Campionats Nacionals de Bàdminton Canadencs consecutius en la secció individual d'homes (1956-1958) i va representar aquell país la competició de bàdminton Thomas Cup. Abans de la seva implicació a Greenpeace havia prosperat com a constructor i desenvolupador.
Es va convertir en president i portaveu principal de Greenpeace el 1979, deixant el càrrec el 1991 per viure en una granja d'olives a Paciano, Úmbria, Itàlia. McTaggart va continuar participant en fòrums de Greenpeace, tot i després de jubilar-se. Te Vaka li va dedicar la seva cançó Sei Ma Le Losa per a McTaggart, qui va morir en un accident de cotxe el març de 2001 prop de la seva casa a Itàlia.